# Eulalie Bourbonská

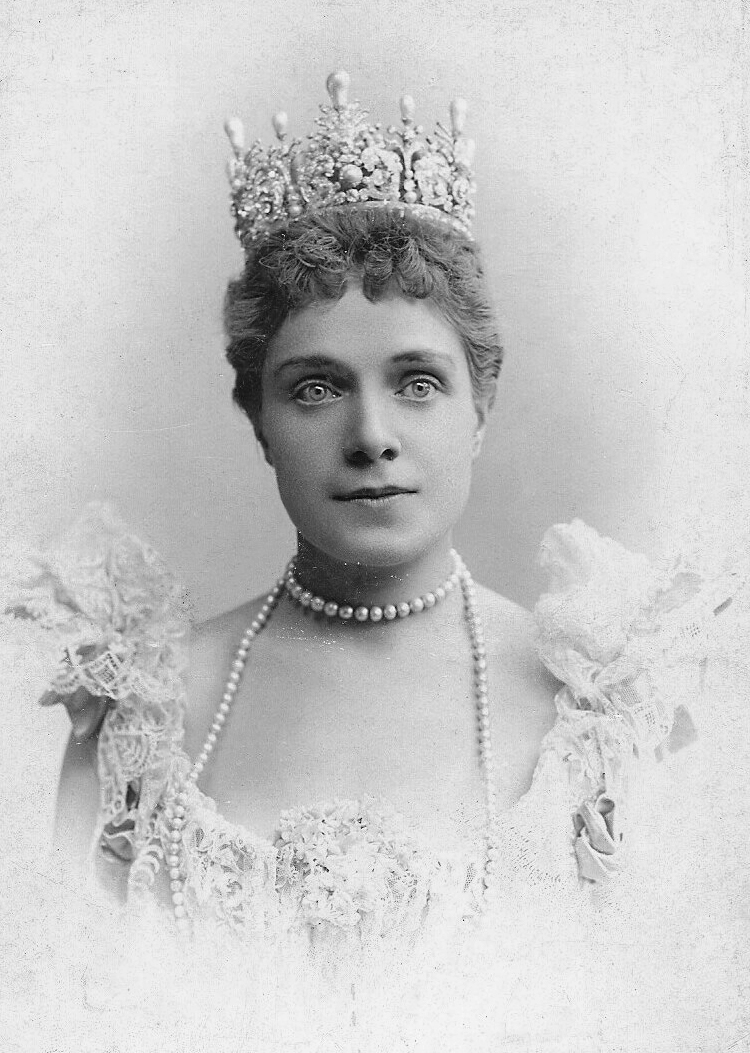
Eulalie Bourbonská

Eulalie Bourbonská (12. února 1864, Madrid, Španělsko – 8. března 1958, Irun) byla španělská infantka, nejmladší potomek Isabely II. Španělské a Františka Cádizského. Byla sestrou krále Alfonsa XII. a tetou krále Alfonsa XIII. Byla známa svými kontroverzními knihami, které většinou kritizovaly zahraniční vůdce, ale také španělskou i zahraniční vládu.

## Dětství
Eulalie se narodila 12. února 1864 v Královském paláci v Madridu jako třetí dcera a nejmladší ze čtyř dětí královny Isabely II. a Františka Cádizského. 14. února 1864 byla pokřtěna jako María Eulalia Francisca de Asís Margarita Roberta Isabel Francisca de Paula Cristina María de la Piedad. Jejími kmotry byli parmský vévoda a jeho sestra Markéta.
V roce 1868 byla Eulalie a její rodina donucena revolucí opustit Španělsko. Žili v Paříži, kde byla Eulalie vzdělávána. První svaté přijímání obdržela v Římě od papeže Pia IX.
V roce 1874 byl Eulaliin bratr dosazen na trůn místo jejich matky královny Isabely II. O tři roky později se Eulalie vrátila do Španělska. Nejdříve žila se svou matkou v El Escorialu, ale poté se přestěhovala do Alcázaru v Seville a pak do Madridu.

## Manželství a potomci
6. března 1886 se Eulalie v Madridu provdala za svého bratrance, vévodu Antonína z Galliery, syna Antonína z Montpensier a jeho manželky, Luisy Fernandy Španělské. Obřad vedl kardinál Zeferino González y Díaz Tuñón, sevillský arcibiskup. Svatba byla o několik měsíců opožděna, z důvodu smrti Eulaliina bratra, krále Alfonsa XII. Eulalia a Antonín trávili líbánky v Královském paláci v Aranjuezu.
Eulalie měla s Antonínem dva syny:
- Alfons z Galliery (12. listopadu 1886 – 6. srpna 1975), ⚭ 1909 Beatrix Sasko-Koburská (20. dubna 1884 – 13. července 1966)
- Luís Fernando de Orleans y Borbón (5. listopadu 1888 – 20. června 1945), ⚭ 1930 Marie Say (25. srpna 1857 – 15. července 1943)

Po narození mladšího syna, žila Eulalie od manžela odděleně. Udržovala sídla ve Španělsku a Paříži, ale často navštěvovala Anglii.

## Návštěva Spojených států
V květnu 1893 navštívila Eulalie Spojené státy; její kontroverzní návštěva Světové výstavy 1893 v Chicagu byla velmi dobře zdokumentována. Cestovala nejdříve do Portorika, pak do Havany na Kubě, Washington, D.C., kde byla přijata prezidentem Groverem Clevelandem v Bílém domě. Poté pokračovala do New Yorku. Eulalie byla později uznána členkou Daughters of the American Revolution (DAR) jako potomek krále Karla III. Španělského.

## Publikace
Eulalie byla autorkou několika prací, které byly v královských kruzích považovány za kontroverzní.
V roce 1912 Eulalie pod pseudonymem comtesse de Avila napsala Au fil de la vie (Paříž: Société française d'Imprimerie et de Librarie, 1911), přeloženo do angličtiny jako The Thread of Life (Nit života) (New York: Duffield, 1912). V knize Eulalie vyjádřila své myšlenky o vzdělání, o nezávislosti žen, rovnosti tříd, socialismu, náboženství, manželství, předsudcích a tradicích. Její synovec král jí telegrafoval a požadoval, aby pozastavila vydání knihy, dokud ji on neuvidí a nedá jí povolení k jejímu zveřejnění. Eulalie mu odmítla vyhovět.
V květnu 1915 Eulalie napsala článek o německém císaři do The Strand Magazine. Příští měsíc vydala Court Life from Within (Uvnitř dvorního života) (Londýn: Cassell, 1915; reprinted New York: Dodd, Mead, 1915).
V srpnu 1925 Eulalie napsala Courts and Countries After The War (Dvory a země po válce) (London: Hutchinson, 1925; reprinted New York: Dodd, Mead, 1925). V této práci komentovala světovou politickou situaci a zejména vyjádřila své přesvědčení, že mezi Francií a Německem nemůže být nikdy uzavřen mír. Známý je její výrok o Itálii Benita Mussoliniho, kdy při přejezdu italských hranic mělo být slyšet "Il treno arriva all'orario" [vlak přijíždí včas], což odráželo chvástání často citované v souvislosti s tehdejším fašistickým režimem.
V roce 1935 vydala ve francouzštině své paměti, Mémoires de S.A.R. l'infante Eulalie, 1868-1931 (Paris: Plon, 1935). V červenci 1936 byly vydány v angličtině jako Memoirs of a Spanish Princess, H.R.H. the Infanta Eulalia (London: Hutchinson, 1936; reprinted New York: W.W. Norton, 1937).

## Smrt
Dne 9. února 1958 dostala Eulálie ve svém domě v Irunu infarkt a 8. března tam také zemřela. Pohřbena je v královské hrobce kláštera El Escorial.

## Tituly, oslovení a vyznamenání

### Tituly

Znak Eulalie Bourbonské jako infantky a vévodkyně z Galliery

- 12. února 1864 – 6. března 1886: Její Královská Výsost Infanta Eulalie Španělská
- 6. března 1886 – 24. prosince 1930: Její Královská Výsost vévodkyně z Gallirey
- 24. prosince 1930 – 8. března 1958: Její Královská Výsost vévodkyně vdova z Galliery

### Vyznamenání

#### Národní vyznamenání
- Španělská královská rodina: Řád Karla III.[11][12][13]
- Španělská královská rodina: Řád královny Marie Luisy[14][15][16]

#### Zahraniční vyznamenání
- Rakousko-Uherská císařská a královská rodina: Řád hvězdového kříže[17]

## Vývod z předků
|                   |                                   |  |                      |                                     |  |  |  |  |  |  |  | Karel III. Španělský |
|                   |                                   |  |                      |                                     |  |  |  |  |  |  |  |                      |
|                   | Karel IV. Španělský               |  |                      |                                     |  |  |  |  |  |  |  |                      |
|                   |                                   |  |                      |                                     |  |  |  |  |  |  |  |                      |
|                   |                                   |  |                      | Marie Amálie Saská                  |  |  |  |  |  |  |  |                      |
|                   |                                   |  |                      |                                     |  |  |  |  |  |  |  |                      |
|                   | František de Paula Španělský      |  |                      |                                     |  |  |  |  |  |  |  |                      |
|                   |                                   |  |                      |                                     |  |  |  |  |  |  |  |                      |
|                   |                                   |  |                      | Filip Parmský                       |  |  |  |  |  |  |  |                      |
|                   |                                   |  |                      |                                     |  |  |  |  |  |  |  |                      |
|                   | Marie Luisa Parmská               |  |                      |                                     |  |  |  |  |  |  |  |                      |
|                   |                                   |  |                      |                                     |  |  |  |  |  |  |  |                      |
|                   |                                   |  |                      | Luisa Alžběta Francouzská           |  |  |  |  |  |  |  |                      |
|                   |                                   |  |                      |                                     |  |  |  |  |  |  |  |                      |
|                   | František Cádizský                |  |                      |                                     |  |  |  |  |  |  |  |                      |
|                   |                                   |  |                      |                                     |  |  |  |  |  |  |  |                      |
|                   |                                   |  |                      | Ferdinand I. Neapolsko-Sicilský     |  |  |  |  |  |  |  |                      |
|                   |                                   |  |                      |                                     |  |  |  |  |  |  |  |                      |
|                   | František I. Neapolsko-Sicilský   |  |                      |                                     |  |  |  |  |  |  |  |                      |
|                   |                                   |  |                      |                                     |  |  |  |  |  |  |  |                      |
|                   |                                   |  |                      | Marie Karolína Habsbursko-Lotrinská |  |  |  |  |  |  |  |                      |
|                   |                                   |  |                      |                                     |  |  |  |  |  |  |  |                      |
|                   | Luisa Šarlota Neapolsko-Sicilská  |  |                      |                                     |  |  |  |  |  |  |  |                      |
|                   |                                   |  |                      |                                     |  |  |  |  |  |  |  |                      |
|                   |                                   |  |                      | Karel IV. Španělský                 |  |  |  |  |  |  |  |                      |
|                   |                                   |  |                      |                                     |  |  |  |  |  |  |  |                      |
|                   | Marie Isabela Španělská           |  |                      |                                     |  |  |  |  |  |  |  |                      |
|                   |                                   |  |                      |                                     |  |  |  |  |  |  |  |                      |
|                   |                                   |  |                      | Marie Luisa Parmská                 |  |  |  |  |  |  |  |                      |
|                   |                                   |  |                      |                                     |  |  |  |  |  |  |  |                      |
| Eulalie Španělská |                                   |  |                      |                                     |  |  |  |  |  |  |  |                      |
|                   |                                   |  |                      |                                     |  |  |  |  |  |  |  |                      |
|                   |                                   |  | Karel III. Španělský |                                     |  |  |  |  |  |  |  |                      |
|                   |                                   |  |                      |                                     |  |  |  |  |  |  |  |                      |
|                   | Karel IV. Španělský               |  |                      |                                     |  |  |  |  |  |  |  |                      |
|                   |                                   |  |                      |                                     |  |  |  |  |  |  |  |                      |
|                   |                                   |  |                      | Marie Amálie Saská                  |  |  |  |  |  |  |  |                      |
|                   |                                   |  |                      |                                     |  |  |  |  |  |  |  |                      |
|                   | Ferdinand VII.                    |  |                      |                                     |  |  |  |  |  |  |  |                      |
|                   |                                   |  |                      |                                     |  |  |  |  |  |  |  |                      |
|                   |                                   |  |                      | Filip Parmský                       |  |  |  |  |  |  |  |                      |
|                   |                                   |  |                      |                                     |  |  |  |  |  |  |  |                      |
|                   | Marie Luisa Parmská               |  |                      |                                     |  |  |  |  |  |  |  |                      |
|                   |                                   |  |                      |                                     |  |  |  |  |  |  |  |                      |
|                   |                                   |  |                      | Luisa Alžběta Francouzská           |  |  |  |  |  |  |  |                      |
|                   |                                   |  |                      |                                     |  |  |  |  |  |  |  |                      |
|                   | Isabela II. Španělská             |  |                      |                                     |  |  |  |  |  |  |  |                      |
|                   |                                   |  |                      |                                     |  |  |  |  |  |  |  |                      |
|                   |                                   |  |                      | Ferdinand I. Neapolsko-Sicilský     |  |  |  |  |  |  |  |                      |
|                   |                                   |  |                      |                                     |  |  |  |  |  |  |  |                      |
|                   | František I. Neapolsko-Sicilský   |  |                      |                                     |  |  |  |  |  |  |  |                      |
|                   |                                   |  |                      |                                     |  |  |  |  |  |  |  |                      |
|                   |                                   |  |                      | Marie Karolína Habsbursko-Lotrinská |  |  |  |  |  |  |  |                      |
|                   |                                   |  |                      |                                     |  |  |  |  |  |  |  |                      |
|                   | Marie Kristýna Neapolsko-Sicilská |  |                      |                                     |  |  |  |  |  |  |  |                      |
|                   |                                   |  |                      |                                     |  |  |  |  |  |  |  |                      |
|                   |                                   |  |                      | Karel IV. Španělský                 |  |  |  |  |  |  |  |                      |
|                   |                                   |  |                      |                                     |  |  |  |  |  |  |  |                      |
|                   | Marie Isabela Španělská           |  |                      |                                     |  |  |  |  |  |  |  |                      |
|                   |                                   |  |                      |                                     |  |  |  |  |  |  |  |                      |
|                   |                                   |  |                      | Marie Luisa Parmská                 |  |  |  |  |  |  |  |                      |
|                   |                                   |  |                      |                                     |  |  |  |  |  |  |  |                      |